# Station Les Hôpitaux-Neufs-Jougne
Station Les Hôpitaux-Neufs-Jougne is een spoorwegstation in de Franse gemeente Les Hôpitaux-Neufs, vlak bij de buurgemeente Jougne.